# Pilar Rahola
Pilar Rahola i Martínez (uttal: /piˈɫa rəˈɔɫə/), född 21 oktober 1958 i Barcelona, är en spansk journalist och författare. Hon har tidigare verkat som politiker och satt åren 1993–2000 som deputerad i Spaniens deputeradekammare. Rahola är bland annat känd som aktivist för kvinnors rättigheter och som katalansk självständighetsförespråkare.

## Biografi

### Översikt och familj
Rahola studerade spansk och katalansk filologi vid Barcelonas universitet. Hon har publicerat ett stort antal böcker på både katalanska och spanska och är kolumnist på dagstidningen La Vanguardia. Hon har även varit medarbetare på argentinska La Nación och USA:s Diario de América. Rahola medverkar regelbundet i samhälls- och nyhetsrelaterade program på katalansk TV och håller ofta universitetsföreläsningar.
Pilar Rahola kommer från en republikansk och antifascistisk släkt, och flera av hennes släktingar har varit politiker eller författare. Dessa inkluderar Pere Rahola (marinminister under den spanska republiken), Frederic Rahola (den första justitieombudsmannen – Síndic de Greuges – hos Generalitat de Catalunya) och Carles Rahola (författare som avrättades av Francos regim).
Rahola är gift och har tre barn, två av dem adopterade. Ett av adoptivbarnen är från Barcelona, det andra från Sibirien.

### Politik och författarskap
Åren 1987–90 var Rahola chef på det katalanska förlaget Pòrtic. Åren kring 1990 och Berlinmurens fall arbetade hon även som journalist och skrev bland annat om politik och olika världshändelser.
Rahola blev också aktiv politiskt. Åren 1993–2000 var hon ERC:s enda ledamot i Spaniens deputeradekammare. Hon verkade också som vice borgmästare av staden Barcelona och medverkade i flera undersökningskommittéer, bland annat med koppling till politisk korruption.

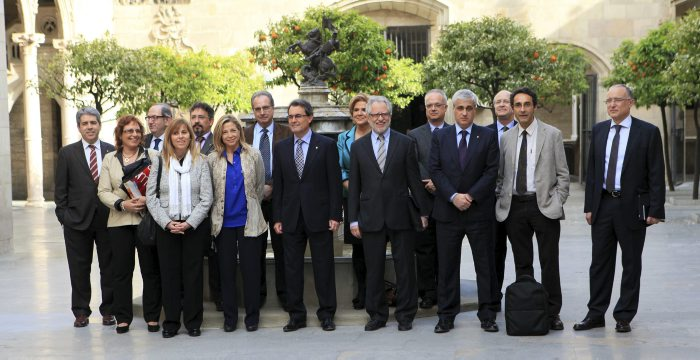
Rahola (mitten, bakre raden) vid en presentation av 2013 av Kataloniens nationella övergångskommitté.

1996 lämnade Rahola ERC för att förena sig med Àngel Colom och Joan Laporta i den nya politiska grupperingen "Partit pe la Independència". Efter att partiet misslyckats att göra sig hörd lämnande hon politiken för att koncentrera sig på journalistiskt skrivande och sitt författarskap. Hennes intresseområden inkluderar kvinnors rättigheter, mänskliga rättigheter och djurens rätt. På senare år har hon uttalat sig om vänsterpolitiker som inte delar hennes åsikter om Israel och sionism. 2013 planterade Keren Kajemet en skog med 2 500 träd i hennes namn i Yatir i Negevöknen. Dessa ämnen och andra syns i hennes böcker, som ofta är idéböcker omkring olika samhällsfrågor.
Rahola framträdde under sin tid som ERC-politiker som öppen förespråkare för katalansk självständighet från Spanien.
2013 blev Rahola medlem av Kataloniens nationella övergångskommitté, utsedd av den katalanska regeringen för att utarbeta en folkomröstning angående katalanskt självstyre/självständighet. Denna omröstning genomfördes slutligen i november som en rådgivande folkomröstning/opionionsundersökning utan tillstånd från Spaniens regering.
Rahola har även arbetat som översättare till katalanska, bland annat av Raymond Queneau.

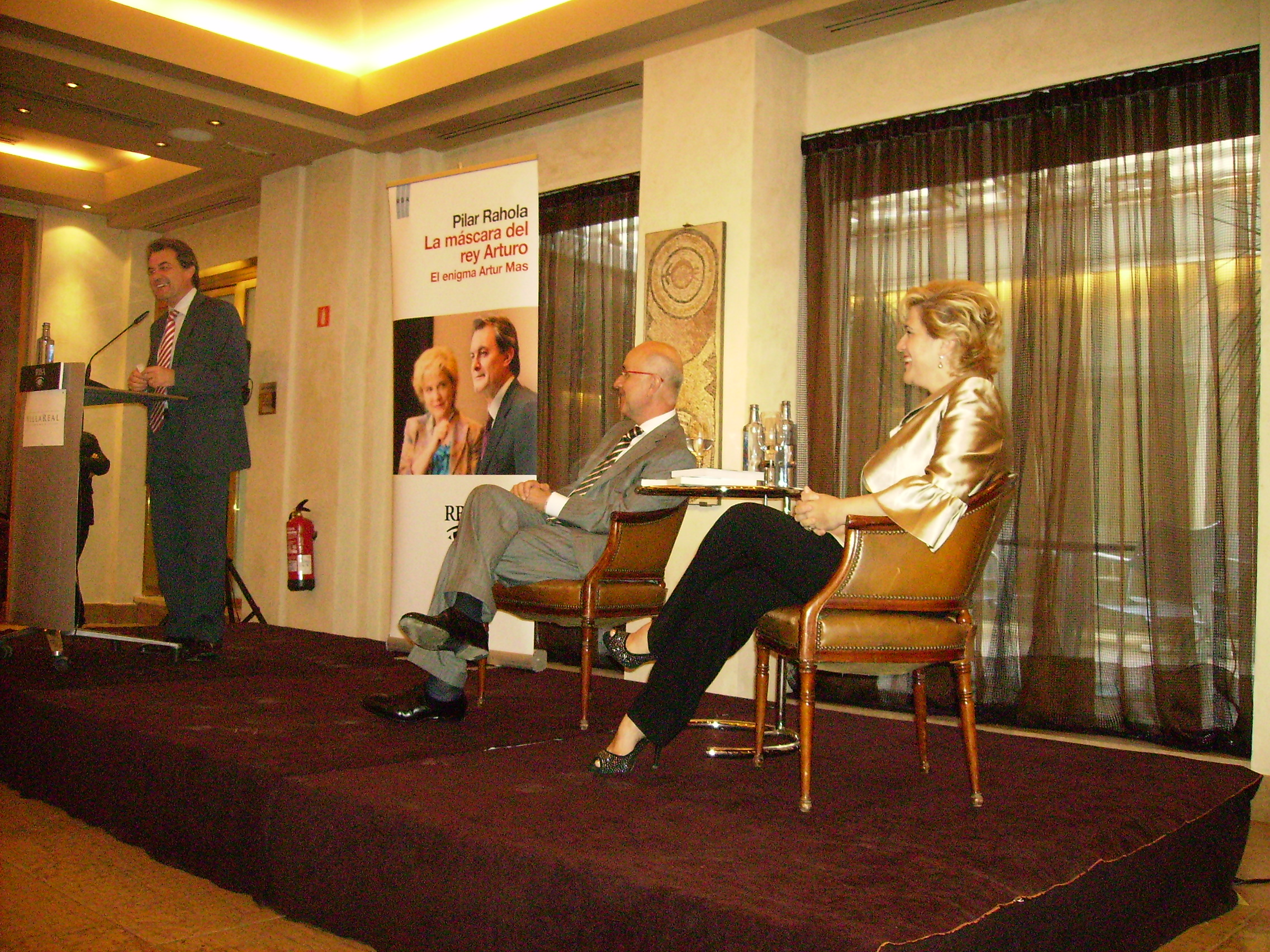
Artur Mas, UDC-ledaren Josep Antoni Duran och Rahola, vid en presentation 2010 av Raholas bok om Mas.

### Renommé
Pilar Rahola är en flitig tyckare i olika samhällsfrågor och syns ofta i katalanska TV-soffor. Hennes offentliga profil och åsikter i olika frågor gör henne både omstridd och omskriven. Hon syns ofta i satirprogrammet Polònia, där imitatören Cesc Casanovas porträtterar henne som stridbar och pratsam. I ett minnesprogram vid Polònias 10-årsjubileum deltog hon själv i programmet.
Under sitt verksamma liv har Pilar Rahola fått motta ett antal olika priser och utmärkelser. Det inkluderar Premi Josep Casanovas (1991, för sitt skrivande), hedersmedlemskap i djurrättsorganisationen ADDA (1994), Barcelonamässans guldmedalj (2000), hedersdoktor vid UNIACC-universitetet i Santiago de Chile (2004). För sin Israel-relaterade aktivism har hon både blivit utnämnd till hedersmedlem och hedersordförande vid Tel Avivs universitet.

### Antologier och medförfattare
- 3x1: El món actual a través de 3 generacions (med Teresa Pámies och Margarita Rivière, Plaza & James, 2003), ISBN 84-01-38626-8 (katalanska)
- Artur Mas : retrat de l'home i el president (La Malgrana, 2011), ISBN 9788482648804 (katalanska)
- En directe (med Josep Cuní, Rosa dels Vents, 2012), ISBN 9788401388088 (katalanska)